# Бич, Борис Николаевич
Борис Николаевич Бич (7 апреля 1946 - 25 июня 2018, Стренчи, Латвийская ССР) — российский художник-супрематист.

## Биография
Учился в художественной студии Д. Г. Соболева.
С 1975 года участвовал в неофициальных квартирных выставках.
В 1977 году вступил в секцию живописи при Горкоме графиков на Малой Грузинской, 28.
С 1982 года — один из лидеров группы «21», участник выставок группы «20».

## Творчество
Создал цикл картин, состоящий из нескольких серий: 1977 — композиции ГЕД (геометрическое единение), 1979 — композиции ГЕОКОН (геометрические конструкции), 1982 — композиции ГЕОМЕД (геометрические медиумы), 1986 — композиции ГЕОЭКС (геометрический экспрессионизм) и Пангеометрические константы, 1988 — ГЕМГЕР (геометрическая герменевтика). Новая большая серия работ последних лет «Диалоги с Малевичем» представляет собой супрематические композиции на географических картах различных регионов мира.
Произведения автора находятся в Государственной Третьяковской галерее в Москве, в Государственном Русском музее в Петербурге, в Московском музее современного искусства, в частных коллекциях в России, Европе, Канаде, США.

### Выставки
участие в выставках
- 1979 «Цвет, форма, пространство» Горком графиков. Москва, М. Грузинская
- 1986 «Объект» Москва, М. Грузинская
- 1987 «Геометрия в искусстве» Москва
- 1989 «Лабиринт» Московский дворец молодежи. Москва, Варшава, Гамбург
- 1990 Галерея «Этаж» Стокгольм, Швеци
- 1990 «Другое искусство» Государственная Третьяковская Галерея. Москва
- 1991 «Искусство Европы» Вильхельмсхафен. Германия.
- 1992 «Московский авангард 50-80 гг.» Кляйнзассен. Германия
- 1992 «Культурный контакт» Ноймаркт. Австрия
- 1993 Арт-МИФ. Манеж. Москва
- 1993 «Культура и политика в России» Галерея Зандман. Гамбург. Германия
- 1994 «Нет конформизму» Русский музей. Россия, С-Петербург
- 1995 Выставка неофициальных русских художников. Музей Хале. Германия
- 1995 «Выставка шести московских художников» ЦДХ. Москва
- 1997, 1998 Арт-Манеж. Москва
- 1999 Выставка. Музей Л.Талочкина. РГГУ. Москва
- 2000, 2004 «Плесское притяжение» Музей пейзажа. Россия. Плес
- 2000 «Посвящение Малевичу» Новая галерея. Москва
- 2000—2001 «Русское искусство» Японский дом. Москва
- 2001 «Абстракция XX века» Государственный Русский Музей. Россия. С-Петербург
- 2002 «Русский авангард» русский дом. Германия. Берлин
- 2003 «Абстракция. Вторая половина XX века» Государственная Третьяковская Галерея. Москва
- 2004 Выставка. Музей современного искусства. США. Нью-Йорк
- 2006 «Время перемен» Государственный Русский Музей. Россия. С.Петербург
- 2007 «Геокон и груши» Зверевский центр. Москва
- 2015 Выставка. Галерея современного искусства Artstory

персональные выставки
- 1995 Персональная выставка «Константа» галерея «Москоу Файн Арт» Москва
- 1996 Юбилейная персональная выставка «Художник и время» ЦДХ. Москва
- 2009 «Диалог с Малевичем» Персональная выставка. Галерея «Марс» Москва

## Награды
- Золотая медаль Творческого союза художников России и Международной федерации — за вклад в отечественную культуру.